# Technețiu
Technețiul (pronunțat tehnețiu și uneori scris astfel) este elementul chimic cu numărul atomic 43 și simbolul Tc. Este un metal de tranziție radioactiv, cel mai ușor element fără izotopi stabili. Pe Pământ se găsește în cantități extrem de mici, în zăcămintele de uraniu sau molibden; pentru aplicații medicale și științifice technețiul este produs pe cale artificială. Proprietățile technețiului sunt intermediare între cele ale manganului și reniului, și au fost prezise în bună măsură de Dmitri Mendeleev înainte de descoperire.
Technețiul a fost descoperit de Carlo Perrier și Emilio Segrè în 1936, în filme de molibden care deveniseră radioactive după utilizarea ca piese într-un ciclotron. A fost primul element chimic produs artificial, motiv pentru care în 1947 i-a fost dat numele technețiu (în greacă τεχνητός înseamnă „artificial”). Majoritatea technețiului produs pe Pământ este un rezultat al fisiunii uraniului-235 în reactorii nucleari.
Anhidrida acidului pertechnetic este heptaoxidul de ditechnețiu, Tc2O7.

## Caracteristici
- Masa atomică: 98,9063 g/mol
- Densitatea la 20 °C: 11,49 g/cm³
- Punctul de topire: 2172 °C
- Punctul de fierbere: 5030 °C